# Limbodessus curviplicatus
Limbodessus curviplicatus är en skalbaggsart som först beskrevs av Zimmermann 1927.  Limbodessus curviplicatus ingår i släktet Limbodessus och familjen dykare. Inga underarter finns listade i Catalogue of Life.